# Мельбурн – Коріо
Мельбурн — Коріо — газопровід на південному сході Австралії.
Наприкінці 1960-х ввели в дію газопровід Лонгфорд – Мельбурн, що дозволило в 1971-му подати ресурс до міст Коріо та Джилонг (тут, зокрема, йшло розширення нафтопереробного заводу Джилонг). У межах цього проєкту спорудили трубопровід від Брукліну (у західній частині мельбурської агломерації) до Коріо довжиною 51 кілометр та діаметром 350 мм, який розрахований на робочий тиск у 7,4 МПа.
У 1999-му ще далі на захід почало роботу підземне сховище газу Айона, яке сполучили з Мельбурном через трубопровід Айона — Лара, який в кінцевому пункті отримав перемичку з переведеним у бідирекціональний режим газопроводом Мельбурн — Коріо. Втім, дещо пізніше трасу від Айони дотягнули до самого Мельбурну.